# Apteroleiopus apterus
Apteroleiopus apterus är en skalbaggsart som beskrevs av Stefan von Breuning 1955. Apteroleiopus apterus ingår i släktet Apteroleiopus och familjen långhorningar.
Artens utbredningsområde är Kenya. Inga underarter finns listade.